# 牛島 (春日部市)
牛島（うしじま）は、埼玉県春日部市の町丁。現行行政地名は牛島のみ。丁番の設定のない単独町名である。住居表示未実施地区。郵便番号は344-0004。国の特別天然記念物である牛島の藤があることで知られる。

## 地理
埼玉県の東部地域で、春日部市中央部の大落古利根川（昔の利根川）が造りだした沖積平野に位置する地区である。
地区のほとんどが自然堤防の微高地であるが、一部牛島野球場付近で氾濫平野が谷戸状に入り組んでいる。東側を新川、南側を藤塚、西側を緑町や粕壁東、北側を樋堀や樋籠と隣接する。東側は中川を挟んで下柳とも僅かに隣接する。地区の西端の境を大落古利根川が緩やかに蛇行しながら流れる。
地区内は駅周辺を含む南部は市街化区域で主に住宅地となっており、北部は市街化調整区域だが、主要な通り沿いを中心に住宅なども多く見られる。

### 河川
- 大落古利根川
- 中川（庄内古川）
- 倉松川

### 地価
住宅地の地価は、2018年（平成30年）の都道府県地価調査によれば、牛島1500-58の地点で7万4800円/m2となっている。

## 歴史
もとは江戸期より存在した下総国葛飾郡松伏領に属する牛島村であった。寛永年間（1624年〜1645年）頃に武蔵国葛飾郡に属されたと思われる。村高は正保年間の『武蔵田園簿』では284石余（全て畑）、『元禄郷帳』によると309石余、『天保郷帳』によると313石余、『旧高旧領取調帳』によると315石余であった。助郷は日光街道粕壁宿に出役していた。化政期の戸数は62軒で、村の規模は東西6町余、南北10町余であった。地名は諸説あり、河川沿いの耕地を意味する「内島」を起源とする説や、古代の東山道の宿駅のひとつである「浮島」の訛化を意味するものと云われている。
- はじめは幕府領、以降変遷なし[5]。
- 幕末の時点では武蔵国葛飾郡に属し、明治初年の『旧高旧領取調帳』の記載によると、代官・小笠原甫三郎支配所が管轄する幕府領、および寺社領（女体社領、宝光院領）であった[9]。
- 1871年（明治4年）11月13日 - 第1次府県統合により埼玉県の管轄となる。
- 1872年（明治6年） - 寺院を仮用して牛島・新川・樋堀村の三ヶ村連合による牛島学校（現春日部市立幸松小学校）が設立される[5][10]。
- 1891年（明治25年） - 地内の幸松尋常小学校（旧牛島学校、現春日部市立幸松小学校）が大字樋籠字樋堀に移転統合する[10]。
- 1879年（明治12年）3月17日 - 郡区町村編制法により成立した北葛飾郡に属す。郡役所は杉戸宿に設置。
- 1889年（明治22年）4月1日 - 町村制施行に伴い、牛島村、八丁目村、小淵村、不動院野村、樋籠村、新川村、樋堀村が合併し、北葛飾郡幸松村が成立[11]。幸松村の大字牛島となる。
- 1930年（昭和5年）10月1日 - 地内に総武鉄道（現・東武野田線）が延伸開業され、牛島信号場（後の牛島駅、現・藤の牛島駅）が開設される。
- 1947年（昭和22年）9月 - カスリーン台風の襲来により、地内が大きな被害を受ける[5]。
- 1954年（昭和29年）7月1日 - 南埼玉郡春日部町、豊春村、武里村、北葛飾郡豊野村と合併し、市制を施行して春日部市となる[12][13]。春日部市の大字となる。
- 1973年（昭和48年）4月 - 地内に「春日部市立第6保育所」が開設される[14]。
- 1975年（昭和50年）
  - 4月1日 - 地内に「春日部市牛島小学校」が開校する[15]。
  - 月日不詳 - 地内に「牛島幼稚園」が開園する[16]。
- 1988年（昭和63年）10月20日 - 地内に「幸松地区公民館」が開館する[17]。
- 1989年（平成元年）6月 - 地内に「春日部市牛島野球場」がオープンする[14]。
- 2004年（平成16年）8月 - 地内に春日部第1児童センター「エンゼル・ドーム」が開館する[18]。
- 2005年（平成17年）
  - 月日不詳 - 地内の「牛島幼稚園」の敷地内に「うらら保育園」が設立される[16]。
  - 10月1日 - 春日部市が北葛飾郡庄和町と合併し、新たな春日部市が発足、同時に住所標記の簡略化のため市内の大字が廃止され[19]、大字牛島は丁番の設定のない牛島となる[20]。

### 存在していた小字
- 三本木[21]
- 熊の木
- 本村
- 前河原
- 古川
- 上河原
- 神明
- 川島
- 向川島
- 川中子
- 草刈
- 前田

## 世帯数と人口
2019年（平成31年）1月1日現在の世帯数と人口は以下の通りである
| 丁目 | 世帯数    | 人口    |
| ---- | --------- | ------- |
| 牛島 | 2,024世帯 | 4,789人 |

## 小・中学校の学区
市立小・中学校に通う場合、学区は以下の通りとなる。
| 丁目 | 番地 | 小学校               | 中学校             |
| ---- | ---- | -------------------- | ------------------ |
| 牛島 | 全域 | 春日部市立牛島小学校 | 春日部市立東中学校 |

## 交通
東武鉄道野田線（東武アーバンパークライン）藤の牛島駅が地内にある。牛島字前田1500-58よりおよそ280 m離れている。

### 道路
- 埼玉県道10号春日部松伏線
- 埼玉県道321号西金野井春日部線

### バス
春日部駅東口から、関宿中央ターミナル方面への路線バスが多数運行されている。
朝日自動車境営業所
地区北端の埼玉県道10号及び321号沿いに「樋堀西」、「東高校入口」、「柳原」停留所が設置されている。
春日部市コミュニティバス「春バス」
地区内を縦貫・巡回する路線は設定されていない。以前は庄和総合支所往復（南部）コースが設定されていたが、2012年3月30日限りで廃止された（詳細は当該項目を参照）。

## 地域

### 公園・緑地
- 春日部市牛島公園 - 敷地の一部
  - 春日部市牛島野球場
- 牛島古川公園
- 牛島ポケットパーク
- 牛島第二公園
- 牛島第三公園
- 牛島第四公園
- 牛島第五公園
- 牛島第六公園

### 施設

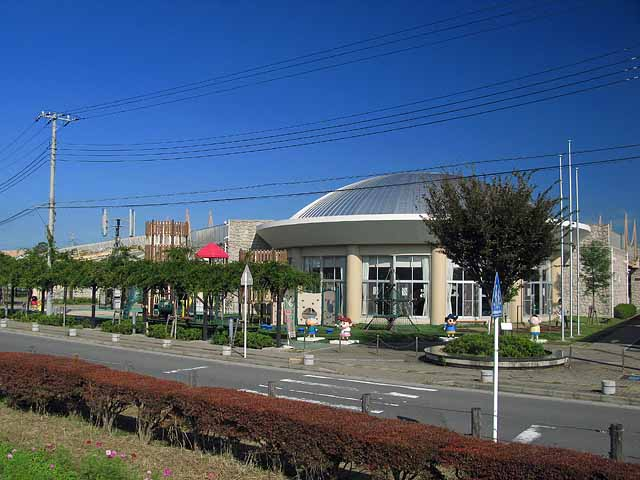
春日部第1児童センター

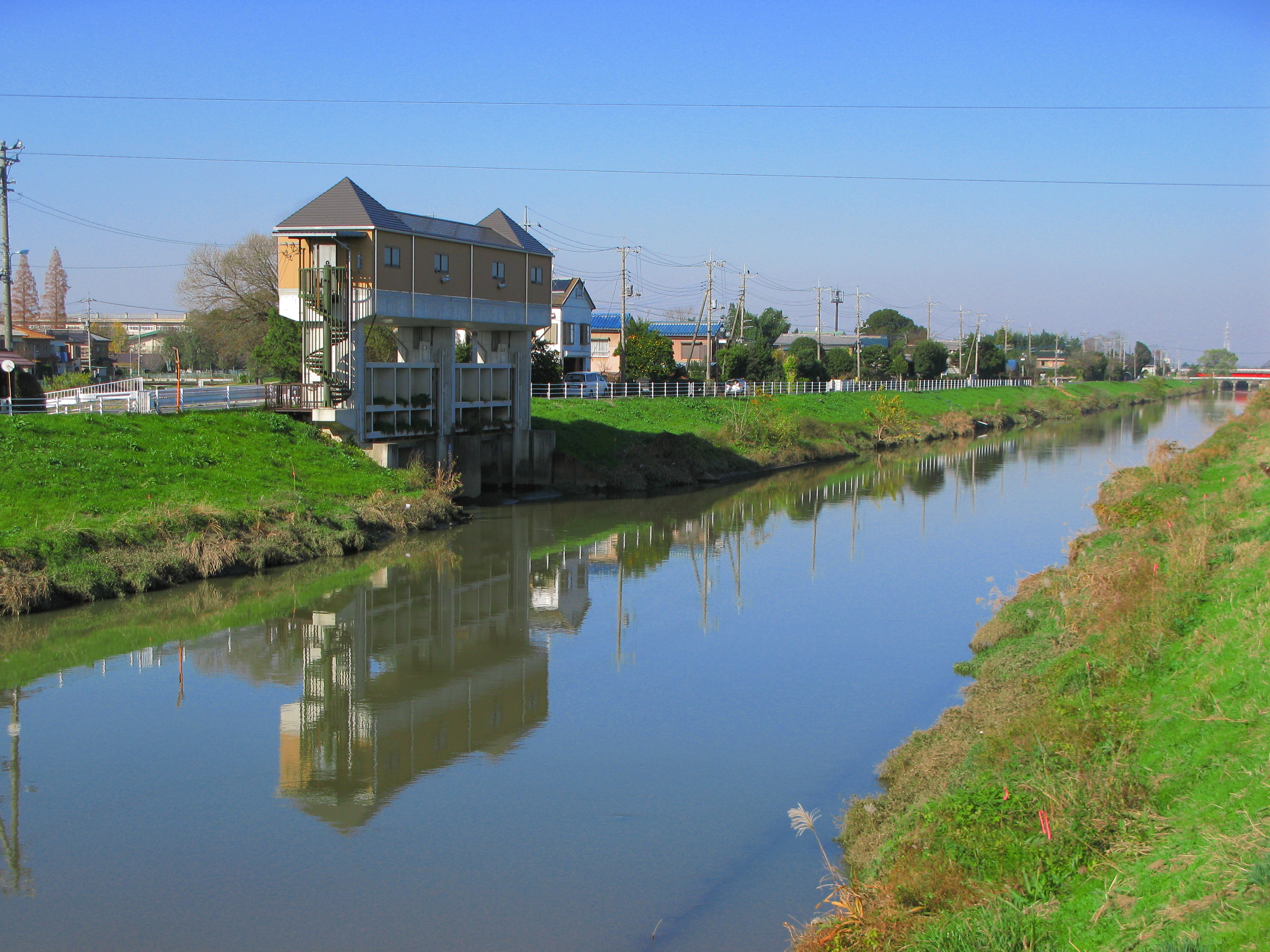
倉松川水門

- 春日部第1児童センター「エンゼル・ドーム」 - クレヨンしんちゃんのキャラクターモニュメントが設置されている。
- 春日部警察署牛島交番
- 春日部牛島郵便局
- 幸松地区公民館
- 牛一公民館
- 倉松川水門 - 倉松川と中川の合流点に設置
- 春日部市立牛島小学校
- 春日部市立東中学校 - 敷地の一部
- 牛島幼稚園
  - うらら保育園
- 春日部市立第6保育所
- 児童発達支援センター「ふじ学園」
- 春日部市社会福祉協議会 牛島ボランティアセンター
- ふじ支援センター
- 藤花園（牛島の藤）
- 牛島女体神社
- 稲荷社
- 宝光院